# Thakin Kodaw Hmaing
Thakin Kodaw Hmaing (en birmano: သခင်ကိုယ်တော်မှိုင်, 23 de marzo de 1876 - 23 de julio de 1964) está considerado como uno de los más grandes poetas, escritores y líderes políticos del siglo XX en la historia de Birmania. Se le conoce como el padre de los movimientos nacionalistas y de paz birmanos, así como un genio literario. Su legado e influencia en las generaciones de posguerra todavía se pueden sentir tanto en la literatura como en la situación política actual en Birmania. 

## Formación
Hmaing nació como Maung Lun Maung en la aldea de Wale cerca de Shwedaung en el Bajo Birmania. Fue enviado a temprana edad para ser educado de la manera tradicional en Mandalay, y a la edad de 9 años fue testigo de la caída de la dinastía Konbaung y el secuestro del rey Thibau y la reina Supayalat por parte de los británicos, que se lo llevaron en un carruaje, cerca del propio monasterio Myadaung de la reina, donde era un huésped. Era una escena que nunca olvidaría y que provocó su fervor nacionalista en una lucha de por vida por la independencia.

## Genio literario
En 1894, Hmaing se mudó a Rangún (ahora Yangon) para comenzar su carrera como dramaturgo, y luego se dedicó al periodismo, escribiendo artículos para un periódico en Moulmein (ahora Mawlamyaing). En 1903 se casó con Ma Shin, a quien había conocido en Rangún antes de mudarse a Moulmein, y regresó a la capital cuando el movimiento nacionalista estaba ganando impulso en 1911 para trabajar para el periódico Thuriya. Escribiendo bajo su propio nombre Maung Lun o Saya Lun, ya había llegado a una amplia audiencia a través de obras teatrales tradicionales escritas en verso y basadas en mitos y leyendas históricos birmanos. Contribuyó regularmente en el periódico y otras publicaciones como la revista Dagon, donde más tarde se convirtió en editor.
Su dominio de la literatura birmana clásica le permitió escribir extensamente en verso con tanta facilidad y estilo que las futuras generaciones de escritores todavía encuentran difícil de igualar. Un genio en la rima múltiples y complejas, una de sus coplas que a menudo ha sido citado: Kaung myo ahtweidwei yenè chunzei myazei saw, daung owei yelo tunzei kazei thaw (ကောင်းမျိုးအထွေထွေ ရယ်နဲ့ ချွန်စေမြစေစော ဒေါင်းအိုးဝေရယ်လို့ တွန်စေကစေသော)—  «Que una miríada de cosas buenas con vigor tenga una oportunidad, que el pavo real tenga su vocación y baile». El pavo real que bailaba (က ဒေါင်း, ka daung) era el emblema de la soberanía birmana que figuraba en banderines, monedas y billetes, mientras que el pavo real que luchaba (ခွပ်ဒေါင်း, hkut daung) es el emblema de las uniones estudiantiles birmanas. Owei es la llamada del pavo real y también fue el título de la revista RUSU (Sindicato de Estudiantes de la Universidad de Rangún).
Hmaing también escribió en versos mezclados y en prosa con una presentación brillante de sátiras en forma de comentarios religiosos aprendidos, llamados htikas(ဋီကာ) in Pali, como Hkway htika (On Dogs), en los que criticó a los políticos por perder su tiempo y esfuerzo en vano. discutiendo cuando deberían concentrarse en la lucha contra el dominio colonial.
1. Kja htika- On Lotus - 1912
2. Bo htika - On Chiefs - 1914
3. Daung htika - On Peacocks - 1920
4. Sone nadha myaing htika- On Full of Fragrance Forest Quest Poem - 1921
5. Myauk htika - On Monkeys - 1923
6. Hkway htika - On Dogs - 1925
7. Mjin htika - On Horse - 1925
8. Swaraj htika- On Swaraj - 1925
9. Hse gadei kyaw htika- On Over Hundred Million - 1926
10. Boingkauk htika - On Boycott - 1927
11. Galonbyan dipani htika - On the Flying Garuda - 1931
12. Thakin htika - On Thakins - 1938
13. Nagani htia- On Red Dragon - 1940

## Maung Hmaing
Una novela titulada Missata Maung Hmaing hmadawbon wuttu («Las Epístolas de Maung Hmaing») escrita bajo el seudónimo de Maung Hmaing en 1916 inmediatamente causó un furor que también fue el efecto deseado. Maung Hmaing era el nombre del personaje principal, un sinvergüenza parecido a Giacomo Casanova, en una novela popular en aquel momento llamada Chinbaungywet the Maung Hmaing (The Roselle Vendor Maung Hmaing) por U Kyee (1848–1908), y Hmaing tomando su nombre y llamándose a sí mismo Maung,  al mismo tiempo, se estaba burlando de la afectación entre algunos de los anglófilos birmanos que habían empezado a poner al «Maung o Señor». delante de sus nombres. Se detuvo la tendencia.

## Líder nacional
Hmaing se unió a la asociación nacionalista Dobama Asiayone en 1934 y rápidamente se convirtió en el líder de los jóvenes Thakin, un título que proclamaba que eran los verdaderos maestros de su propia tierra, no los británicos que habían usurpado el título. Así llegó a ser conocido como Thakin Kodaw Hmaing (Maestro Lord Hmaing), y más tarde a Sayagyi (gran maestro) Thakin Kodaw Hmaing.
También se lo considera inigualable en otra forma de poesía tradicional llamada Laygyo gyi (လေးချိုး ကြီး) que revivió con gran efecto al darle un nuevo contenido de temas políticos contemporáneos. Hmaing inspiró a toda una generación de nacionalistas birmanos en la lucha por la independencia, el fomento de inmenso orgullo en su propia historia, la lengua y la cultura, y lo más importante instándoles a tomar medidas directas tales como las huelgas de estudiantes y trabajadores, el tema de Boingkauk htika («boicotear»). Tampoco mostró misericordia con aquellos que eran meros oportunistas políticos, como en Hkway htika.(perros). Su alusivo y memorable estilo de verso lo hizo muy popular entre el público birmano y protegió su trabajo de la censura del gobierno colonial.
A raíz de la segunda huelga de estudiantes universitarios en la historia del año 1936, cuando se formó la Unión de Estudiantes de Toda Birmania (ABSU), Hmaing fue elegido como su líder. En 1941, su reputación como líder nacionalista le valió un lugar en la «Lista de Birmania» de las autoridades coloniales, considerada como un «enemigo del estado». Fue Hmaing junto con otros líderes de Dobama quienes enviaron a Aung San y otros jóvenes, más tarde conocidos como los Treinta Camaradas, a buscar entrenamiento militar en el extranjero para luchar contra los británicos.

## Activista por la paz

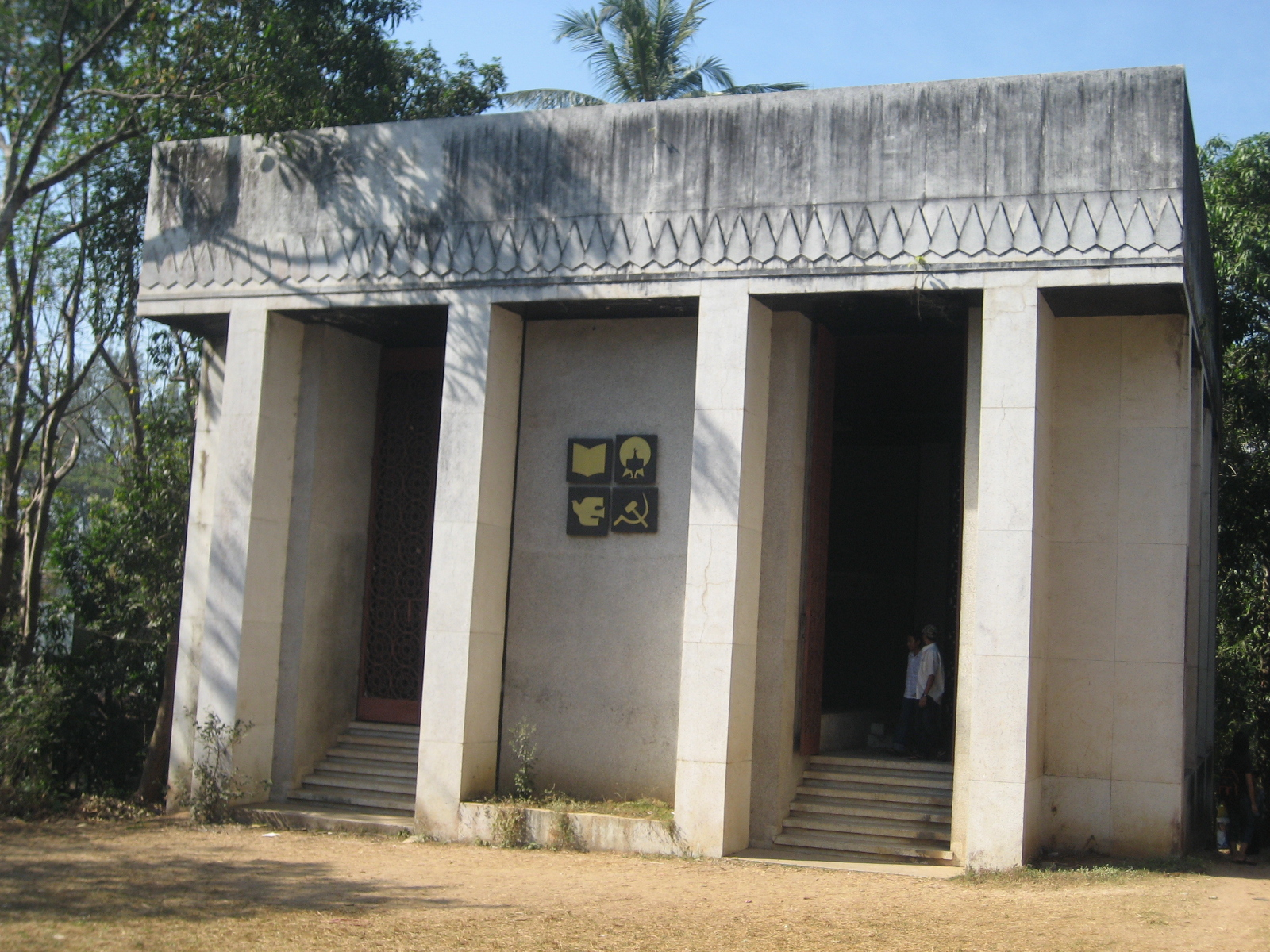
Mausoleo de Thakin Kodaw Hmaing en la
Pagoda Shwedagon, Rangún.

Después de la independencia en 1948, el país se sumió de inmediato en una guerra civil generalizada que causó gran dolor en Hmaing, y pasó el resto de su vida tratando de traer paz interna a la tierra. Fue uno de los líderes del movimiento por la paz mundial en Birmania, y en 1952 asistió a la Conferencia de Paz para la Región Asia Pacífico en Pekín. Fue elegido Presidente del Congreso Mundial de la Paz en Birmania, el mismo año, y ganó el Premio de la Paz de Stalin en 1954. Hmaing también viajó a la República Popular China, Mongolia, Hungría y la Unión Soviética en 1953, y viajó a Ceilán y la India, para la Conferencia Mundial de la Paz en 1957. Fue galardonado con un doctorado honorario en 1960 por la Universidad de Hamburgo, Alemania Occidental.
Thakin Kodaw Hmaing brindó su apoyo activo junto con el exgeneral de brigada Kyaw Zaw al Comité Interno de Paz durante la conferencia de paz de 1963 entre el gobierno del Consejo Revolucionario de Unión de Ne Win y varios grupos rebeldes armados, incluido el Partido Comunista de Birmania, a veces referido como Bandera Roja del Partido Comunista, y las minoría|minorías étnicas. La voz de Hmaing fue la única que todas las partes a través de la división política escucharon con respeto, y siguió siendo la única voz política alternativa que los militares no pudieron silenciar, después de que tomaron el poder en 1962, hasta su muerte a la edad de 88 años en 1964, cuando todos los partidos políticos excepto el gobernante Partido del Programa Socialista de Birmania (BSPP) fueron abolidos por decreto.
Dedicó su tiempo a la paz y la reconciliación nacional con menos tiempo para escribir hacia el final de su vida, afirmando que su último deseo era ver un país pacífico y unido. Fue enterrado en un mausoleo cerca de la Pagoda Shwedagon, y el 23 de marzo de 1976, el centenario del nacimiento de Hmaing, más de 100 estudiantes fueron arrestados por celebrar una ceremonia pacífica en su mausoleo.
Thakin Kodaw Hmaing fue, en palabras de Anna Allott, «un hombre de muchas habilidades - un verdadero budista y un patriota acérrimo; poeta y dramaturgo; historiador y maestro; pionero escritor y satírico - Thakin Kodaw Hmaing es la figura literaria más venerada en la modernidad. Birmania».